# Lmpat
Lmpat (en arménien Լմպատ) ou Lmpatavank (Լմպատավանք) est un monastère arménien situé dans la région de Shirak.

## Complexe monastique
L'église principale est Sourp Stepanos (« Saint-Stéphane », un monument exceptionnel de l'architecture arménienne du Moyen Âge. C'est une petite construction, située à deux kilomètres au sud-ouest d'Artik (une petite ville située à trente kilomètres de Gyumri). L'intérieur et l'extérieur de l'église sont en forme de croix. La coupole de l'église est octogonale. Selon des études architecturales, ce monument date du VIe siècle. Auparavant, l'église disposait d'une sorte de salon situé sur le côté ouest. La coupole a été restaurée au Xe siècle. 
Cette construction, avec ses mesures harmonieuses et ses objets décoratifs, est assez modeste. Des restes de fresques sont aperçus dans l'autel ainsi que sur les flancs droit et gauche ; le Christ se trouvait au centre et, autour de lui, les symboles des puissances célestes au fond de langues de feux. On peut voir deux cavaliers (l'un étant saint Grégoire) sur les côtés droit et gauche de l'église, qui se dirigent vers le centre de l'autel. Les fresques sont plates et contiennent des conceptions graphiques selon une variété des couleurs harmonieuses.